# Vigna tisserantiana
Vigna tisserantiana är en ärtväxtart som beskrevs av François Pellegrin. Vigna tisserantiana ingår i släktet vignabönor, och familjen ärtväxter. IUCN kategoriserar arten globalt som otillräckligt studerad. Inga underarter finns listade i Catalogue of Life.